# Vânjuleț
Vânjuleț est une commune roumaine du județ de Mehedinți, dans la région historique de l'Olténie et dans la région de développement du Sud-Ouest.

## Géographie
La commune de Vânjuleț est située dans le sud du județ, dans les collines de Bălăcița (Podișul Bălăciței), à 29 km au sud de Drobeta Turnu-Severin, la préfecture du județ. Elle se trouve aussi à 6 km de Vânju Mare et de la route nationale DN56A Drobeta Turnu-Severin-Calafat.
La commune est composée des deux villages suivants (population en 2002) :
- Hotărani (411) ;
- Vânjuleț (1 533), siège de la municipalité.

## Histoire
La commune a fait partie du royaume de Roumanie dès sa création en 1878.

## Religions
En 2002, 99,17 % de la population étaient de religion orthodoxe.

## Démographie
En 2002, les Roumains représentaient 86,21 % de la population totale et les Tsiganes 13,73 %. La commune comptait alors 850 ménages.
| 1992  | 2002  | 2007  |
| ----- | ----- | ----- |
| 2 067 | 1 944 | 1 917 |

## Économie
L'économie de la commune repose sur l'agriculture.